# بيراتون
بيراتون هي بلدية تقع في مقاطعة سوريا، في منطقة قشتالة وليون، في إسبانيا. يبلغ عدد سكانها 40 نسمة وذلك حسب (المعهد الوطني للإحصاء) سنة 2004.

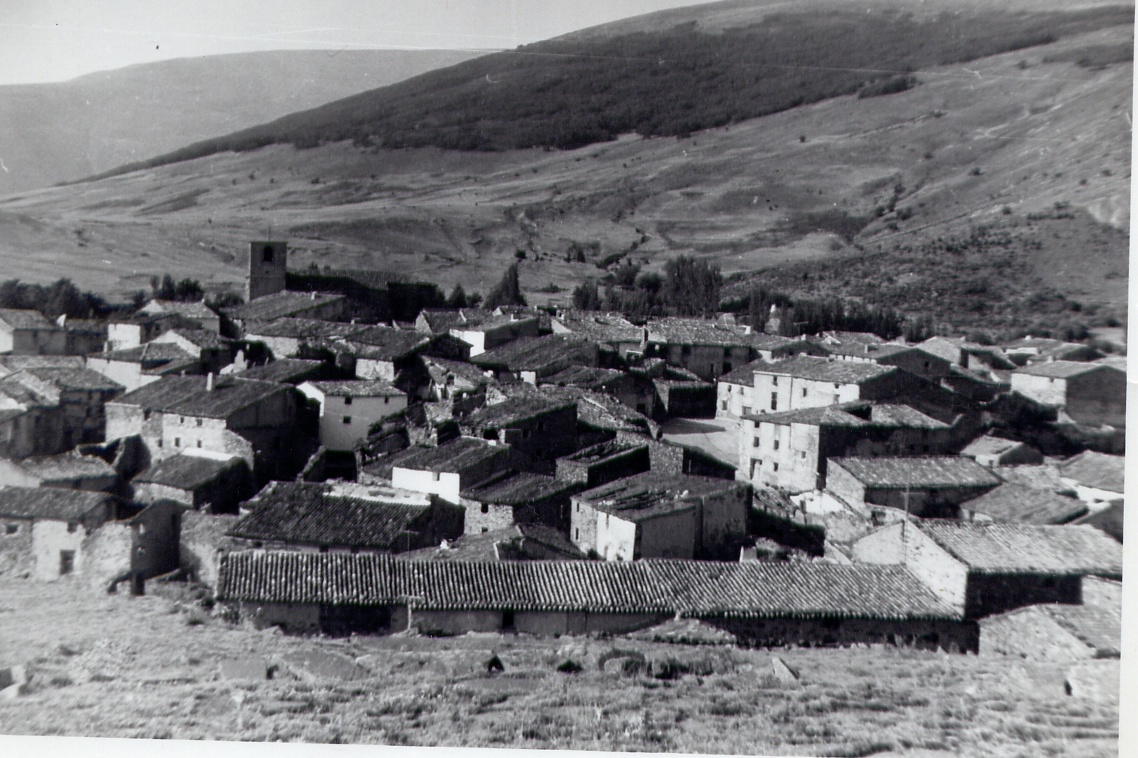
بيراتون عام 1975.